# ARA Rivadavia
L'ARA Rivadavia est un cuirassé de classe Rivadavia et de type dreadnought construit en 1911 pour la Marine militaire argentine. Il est baptisé du nom du premier président argentin, Bernardino Rivadavia. Les deux navires de la classe Rivadavia, l'ARA Rivadavia et son sister-ship l'ARA Moreno, ont été construits dans le cadre de la course à l'armement naval en Amérique du Sud entre le Chili, le Brésil et l'Argentine au début du XXe siècle. Le Rivadavia et le Moreno furent les premiers et derniers cuirassés construits pour la Marine militaire argentine.

## Contexte
La construction du Rivadavia peut être attribuée à la course aux armements navals entre le Chili et l’Argentine, à cause de leurs désaccords sur les frontières entre ces deux pays en Patagonie et vers Puna de Atacama, et du contrôle du canal Beagle. Cette compétition prend son essor une première fois dans les années 1890, puis de nouveau en 1902. La deuxième sera toutefois arrêtée par une médiation britannique, et le traité de fin de conflit impose des restrictions aux marines des deux pays. La Royal Navy achète les deux bâtiments de classe Constitución et de type pré-dreadnought de la marine chilienne, tandis que l’Argentine revend ses croiseurs cuirassés de classe Rivadavia, encore en construction en Italie, à la marine japonaise,.
Après la commande du HMS Dreadnought par le Royaume-Uni, le Brésil décide au début de l’année 1907 d’arrêter la construction de trois navires pré-dreadnoughts obsolètes, et de se concentrer plutôt sur la construction de deux dreadnoughts (la classe Minas Geraes). Ces bâtiments étaient conçus pour porter les armements les plus importants de l’époque pour des navires de guerre, et choquèrent les autres marines d’Amérique du Sud. En conséquence, l’Argentine et le Chili mirent fin à leur pacte de limitation des armements de 1902, l’Argentine étant particulièrement inquiète de la puissance potentielle de ces nouveaux vaisseaux. Le ministre des Affaires étrangères, Manuel Augusto Montes de Oca, remarqua qu’un seul des navires de classe Minas Geraes pouvait détruire l’intégralité des flottes chilienne et argentine. Bien que possiblement hyperbolique, la formule reflète bien que chacun de ces vaisseaux était plus puissant que n’importe lequel des navires de la flotte argentine. Des débats eurent alors lieu en Argentine pour déterminer s’il convenait ou pas de dépenser plus de deux millions de livres sterling pour acquérir des dreadnoughts. À la suite de nouveaux problèmes frontaliers, notamment avec le Brésil autour du Río de la Plata, l’Argentine décide finalement de faire construire ses propres bâtiments. Après un processus d’appel d'offres, la construction du Rivadavia et du Moreno est remportée par le chantier naval Fore River de Quincy aux États-Unis,.

## Construction et essais
La construction débute le 25 mai 1910, et le Rivadavia est lancé et baptisé le 26 août 1911 par Isabel, la femme de Rómulo Sebastián Naón, ambassadeur argentin aux États-Unis. Des milliers de personnes sont présentes pour l’évènement,, dont des représentants de la marine argentine et la légation argentine à Washington. Les États-Unis envoient pour l’occasion l’assistant au chef de la division du Département d’État pour l’Amérique latine, Henry L. James, en tant que représentant officiel. Deux chefs de bureau de la marine américaine sont aussi présents.
À la mi-septembre 1913, le Rivadavia commence ses essais au large de Rockland, dans le Maine, après deux semaines de retard dues à des problèmes de turbines. Pendant les tests de vitesse, le 16 septembre, le navire atteint une vitesse de 22,567 nœuds, soit 41,794 km/h. Au cours d’un test d’endurance de 30 heures le lendemain, une des turbines est endommagée, et le vaisseau doit s’arrêter à President Roads, au port de Boston. Les turbines posent encore problème en août 1914 ; l’une d’elles a été abîmée par une chute depuis une grue en juillet, et doit être reprise pour des réparations en août.

## Tentative de vente
Pendant leur construction, le Rivadavia et le Moreno étaient l’objet de rumeurs concernant leur vente par l’Argentine à un autre pays dès leur réception. Les pays en question auraient été le Japon, puissance militaire grandissante face aux États-Unis, ou un pays européen. Ces rumeurs s’avèrent partiellement vraies : certains membres du gouvernement pensaient à se débarrasser des bâtiments de guerre, et d’investir les profits de la vente dans l’ouverture de nouvelles écoles. Le New York Times rapporte en 1913 que l’Argentine a reçu plusieurs offres de pays intéressés. Cela irrite le gouvernement américain, qui ne souhaite pas voir sa technologie de pointe en matière de construction navale militaire vendue au plus offrant. Il ne souhaite pas non plus appliquer une clause du contrat qui donne la priorité aux États-Unis si l’Argentine décide de vendre les bâtiments, puisque la technologie navale a déjà progressé au-delà de la classe Rivadavia, notamment avec l’adoption du schéma d’armement "tout-ou-rien". Les États-Unis préfèrent alors utiliser leur Département d’État et leur Département de la Marine pour appliquer une pression diplomatique sur le gouvernement argentin.
Après la victoire législative des socialistes en 1914, le gouvernement argentin établit plusieurs projets pour mettre les vaisseaux en vente, mais tous échouent avant fin juin. À la suite du déclenchement de la Première Guerre mondiale, les ambassadeurs allemand et britannique se plaignent au Département d'État des États-Unis : le premier croyait que le Royaume-Uni allait récupérer les vaisseaux dès leur livraison en Argentine, le second considérait qu’il s’agissait de la responsabilité des États-Unis de s’assurer que les bâtiments ne quittent jamais le territoire argentin. Des compagnies internationales d’armement essayent aussi de convaincre l’Argentine de céder un bâtiment à un petit pays des Balkans, dans l’idée que les navires puissent ensuite être utilisés pendant la guerre.

## Service
Le Rivadavia est officiellement mis en service dans l’Armada de la República Argentina le 27 août 1914 à Boston, bien que sa construction ne soit achevée qu’en décembre. Le 23 décembre 1914, le Rivadavia quitte les États-Unis pour l’Argentine, où il arrive, à Buenos Aires, le 19 février 1915. Plus de 47 000 personnes se déplacent pour voir le bâtiment dans les trois jours qui suivent, dont le président Victorino de la Plaza. En avril 1915, le vaisseau est versé dans la division d’entraînement de la marine, où il reste jusqu’en 1917, quand la marine le déploie dans sa première division. En 1917, le Rivadavia vogue jusqu’à Comodoro Rivadavia lorsque les ouvriers pétroliers communistes se mettent en grève.
Plus tard en 1917, les autorités argentines réduisent les activités du Rivadavia à cause d’une pénurie de carburant, mais il effectue toutefois un voyage jusqu’aux États-Unis avec l’ambassadeur argentin en 1918. Il prend alors une cargaison de lingots d’or, et revient en Argentine, à Puerto Belgrano, le 23 septembre 1918,. En décembre 1920, le Rivadavia participe aux cérémonies du 400e anniversaire de la découverte du détroit de Magellan. Le 2 décembre, le vaisseau est à Valparaíso au Chili, et 25 jours plus tard, il prend part à un défilé international naval. Deux ans plus tard, le Rivadavia est versé dans la réserve de la marine argentine.
En 1923, la marine argentine décide de renvoyer le Rivadavia aux États-Unis pour qu’il y soit modernisé. Le navire part le 6 août 1924 et atteint Boston le 30 ; il y restera deux ans. Il est alors modifié pour utiliser du fioul à la place du charbon, et subit une révision générale mécanique. Un nouveau système de conduite de tir est installé, avec des télémètres sur les tourelles avant et arrière, et le mat arrière est remplacé par un trépied. Les échappements sont modifiés pour que la fumée qu’ils relâchent n’empêche pas le repérage précis des navires ennemis. Les canons secondaires de 6 pouces restent en place, mais ceux de 4 pouces sont supprimés au profit de 4 canons anti-aériens de 3 pouces (76 mm) et de 4 canons de 3 livres,.
Après son retour en Argentine en mars et avril 1926, le Rivadavia passe le reste de l’année en essais en mer. Le dreadnought rejoint à nouveau la division d’entraînement en 1927, mais elle est dissoute après quatre voyages du Ridavadia en son sein, et le bâtiment reste ensuite mouillé à Puerto Belgrano jusqu’en 1929. Cela marque le début d’une période cyclique d’activité et de mise en réserve. Bien qu’actif en 1929 et 1930, il est mis en réserve le 19 décembre 1930. Il revient en service actif pour être le navire amiral lors des exercices de la flotte en 1931. De nouveau en réserve en 1932, il redevient actif en janvier 1933. Il reste en service pendant le reste de la décennie dans la division des vaisseaux de guerre, aux côtés du Moreno, son sister-ship.
En janvier 1937, le vaisseau appareille pour Valparaiso et Callao, au Pérou. Puis, avec le Moreno, il quitte Puerto Belgrano pour l’Europe le 6 avril. Après la traversée de l’océan Atlantique, ils se séparent, le Rivadavia partant à Brest, et le Moreno à Spithead pour la revue du Couronnement. Ils naviguent ensuite vers plusieurs ports allemands : tous les deux à Wilhelmshaven, puis le Rivadavia part à Hambourg et le Moreno à Brême. Ils retrouvent l’Argentine le 29 juin.